# Tim Matheson
Tim Matheson (nacido Timothy Lewis Matthieson, Glendale, California, 31 de diciembre de 1947) es un actor, director y productor estadounidense.
Es conocido por haber interpretado a Eric Otter (‘Nutria’) Stratton en la comedia Animal House (1978) y al vicepresidente de los Estados Unidos John Hoynes en la  serie de la NBC El Ala Oeste de la Casa Blanca.

## Primeros años
Matheson nació en Glendale, un suburbio de Los Ángeles, California, hijo de Sally y Clifford Matthieson, un piloto de entrenamiento. Sirvió durante una temporada en la fuerza de reserva del Cuerpo de Marines de los Estados Unidos.

## Carrera
A la edad de 13 años, Matheson apareció como Roddy Miller en la serie cómica Window on Main Street (de CBS), junto al actor Robert Young, durante la temporada de televisión de 1961-1962.
En 1964 proporcionó la voz del personaje principal del programa de dibujos animados Jonny Quest.
También fue la voz de Jason en la serie original de animación Fantasma del espacio.
Además, hizo el papel del hijo mayor, Mike Beardsley, en la película Los tuyos, los míos y los nuestros, protagonizada también por Lucille Ball y Henry Fonda. Durante el rodaje de esta película conoció a la actriz canadiense Jennifer Leak, con quien contrajo matrimonio.
En 1969 se unió al elenco de la serie wéstern  de la NBC El virginiano, en la octava temporada, como Jim Hornos. Tuvo un papel como invitado en el episodio 14 de la segunda temporada de Night Gallery, en el capítulo «Cabezas de Logoda». También apareció en la última temporada de la serie wéstern Bonanza (en 1972-1973), en el papel de Griff King, un preso en libertad condicional que trata de reformar su vida como trabajador en la Rancho Ponderosa bajo la vigilancia de Ben Cartwright.
Interpretó luego a un joven policía motociclista, Phil Sweet, en la película Magnum Force, de 1973.
Matheson también apareció en los comienzos de las series cómicas de televisión My Three Sons y Leave It to Beaver (de ABC).
En otoño de 1976, Matheson apareció con Kurt Russell en la serie de 15 episodios de la NBC The Quest, una historia sobre dos jóvenes en el Oeste estadounidense en busca del paradero de su hermana, cautiva de los indios cheyenne.
En 1978 fue coprotagonista en la película de comedia Animal House, junto a John Belushi.
Al año siguiente apareció nuevamente junto a Belushi en 1941 (de Steven Spielberg).
Luego, Matheson protagonizó las películas cómicas Up the Creek (de 1984) y Fletch.
Matheson también apareció en Soy o no soy (1983), protagonizada por Mel Brooks y Anne Bancroft.
Matheson y Catherine Hicks representaron a Rick y Amanda Tucker, quienes operan una agencia de detectives en Laurel Canyon  (Los Ángeles), en la serie Tucker's Witch (de CBS), que se emitió durante la temporada 1982-1983.
Matheson, junto con su socio de negocios Grodnik Dan, compró la revista National Lampoon's Van Wilder en 1989, cuando la revista estaba en declive financiero.
Fueron incapaces de revertir la suerte de la revista, sin embargo, y la vendieron en 1991.
Matheson llegó a actuar en más de 100 películas y proyectos de televisión.
Tuvo un papel recurrente como el vicepresidente de Estados Unidos John Hoynes en la famosa serie El ala oeste de la Casa Blanca, emitida entre 1999 y 2006.
Este trabajo le valió dos nominaciones a los premios Emmy como «mejor actor invitado en serie dramática».
Además de hacer del sheriff Mateo Donner en Wolf Lake, ha dirigido episodios de Third Watch, Ed, The Twilight Zone, Cold Case, Without a Trace, El ala oeste de la Casa Blanca, Burn Notice, Psych, Shark, White Collar y Mentes criminales.
En 1996, Matheson asumió el papel de un estafador que dice ser el desaparecido marido de Carol Brady en A Very Brady Sequel. En ese mismo año también trabajó en la cinta de comedia Black Sheep, junto a Chris Farley y David Spade.
Matheson apareció en la película National Lampoon's Van Wilder en 2002, haciendo del padre de la protagonista, inspirado en su propio personaje en Animal House; incluso el personaje de Matheson hace una referencia velada al antiguo personaje.
Trabajó también en la película de carreras Redline.
También apareció en un comercial de Volkswagen en 2008.
En 2009, Matheson dirigió el episodio piloto de Covert Affairs, que se estrenó en USA Network en 2010.
Posteriormente dirigió la serie de televisión de Fox The Good Guys, en Dallas, Texas.

## Vida personal
Entre 1968 y 1971 estuvo casado con la actriz Jennifer Leak. Tras separarse, se casó en 1985 con Megan Murphy Matheson de la que se separó en 2010 y con quien tiene tres hijos. Desde 2018 está casado con Elizabeth Marighetto.

## Filmografía

### Cine
| Año  | Título                                         | Papel                                           | Notas        |
| ---- | ---------------------------------------------- | ----------------------------------------------- | ------------ |
| 1967 | Divorce American Style                         | Mark Harmon                                     |              |
| 1967 | The Mystery of the Chinese Junk                | Joe Hardy                                       |              |
| 1968 | Yours, Mine and Ours                           | Mike Beardsley                                  |              |
| 1969 | How to Commit Marriage                         | David Poe                                       |              |
| 1973 | Magnum Force                                   | Phil Sweet                                      |              |
| 1978 | National Lampoon's Animal House                | Eric Stratton                                   |              |
| 1978 | Almost Summer                                  | Kevin Hawkins                                   |              |
| 1979 | Dreamer                                        | Dreamer ("Soñador")                             |              |
| 1979 | The Apple Dumpling Gang Rides Again            | Soldado Jeff Reed (alias capitán Phillips)      |              |
| 1979 | 1941                                           | Capitán Loomis Birkhead                         |              |
| 1982 | A Little Sex                                   | Michael Donovan                                 |              |
| 1983 | To Be or Not to Be                             | Teniente Andre Sobinski                         |              |
| 1984 | The House of God                               | Roy Basch                                       |              |
| 1984 | Up the Creek                                   | Bob McGraw                                      |              |
| 1984 | Impulse                                        | Stuart                                          |              |
| 1985 | Fletch                                         | Alan Stanwyck                                   |              |
| 1989 | Speed Zone!                                    | Jack O'Neill                                    |              |
| 1989 | Body Wars                                      | Capitán Braddock                                |              |
| 1990 | Solar Crisis                                   | Steve Kelso                                     |              |
| 1991 | Drop Dead Fred                                 | Charles                                         |              |
| 1996 | Black Sheep                                    | Al Donnelly                                     |              |
| 1996 | Midnight Heat                                  | Tyler Grey                                      |              |
| 1996 | A Very Brady Sequel                            | Roy Martin / Trevor Thomas                      |              |
| 1998 | A Very Unlucky Leprechaun                      | Howard Wilson                                   |              |
| 1998 | Rescuers: Stories of Courage: Two Families     | Adolf Althoff                                   |              |
| 1999 | She's All That                                 | Harlan Siler                                    |              |
| 1999 | The Story of Us                                | Marty                                           |              |
| 2000 | Chump Change                                   | Simon Sez Simone                                |              |
| 2002 | National Lampoon's Van Wilder                  | Vance Wilder Sr.                                |              |
| 2003 | Where Are They Now?: A Delta Alumni Update     | Dr. Eric Otter Stratton (obstetra y ginecólogo) |              |
| 2005 | Don't Come Knocking                            | Productor #1                                    |              |
| 2005 | Magnificent Desolation: Walking on the Moon 3D | Houston Capcom                                  | Papel de voz |
| 2007 | Redline                                        | Jerry Brecken                                   |              |
| 2009 | Tras la línea enemiga 3: Colombia              | Carl Dobbs                                      |              |
| 2009 | American Pie Presents: The Book of Love        | Alumno #4                                       |              |
| 2017 | Jumanji: Welcome To The Jungle                 | Sr. Vreeke                                      |              |
| 2018 | 6 globos                                       | Gary                                            |              |
| 2019 | Child's Play                                   | Henry Kaslan                                    |              |

### Televisión
| Año          | Título                                     | Papel                        | Notas |
| ------------ | ------------------------------------------ | ---------------------------- | --- |
| 1961–1962    | Window on Main Street                      | Roddy Miller                 | Papel debut |
| 1962–1963    | Leave It to Beaver                         | Michael Mike Harmon          | |
| 1962–1963    | My Three Sons                              | Alan Edgerton                | |
| 1963         | Ripcord                                    | David                        | |
| 1964–1965    | Jonny Quest                                | Jonny Quest                  | Papel de voz |
| 1965         | Sinbad Jr.                                 | Sinbad Jr.                   | Papel de voz |
| 1965         | O.K. Crackerby!                            | Huntington Hawthorne         | |
| 1966         | Space Ghost                                | Jace                         | Papel de voz |
| 1966         | Thompson's Ghost                           | Eddie Thompson               | |
| 1966         | Summer Fun                                 | Eddie Thompson               | |
| 1967         | Samson & Goliath                           | Samson                       | Papel de voz |
| 1967         | NBC Children's Theatre                     | Randy                        | |
| 1969         | Adam-12                                    | Leroy                        | |
| 1969–1970    | The Virginian                              | Jim Horn                     | |
| 1970         | San Francisco International Airport        | SFX                          | |
| 1970         | Bracken's World                            | Teek Howell                  | |
| 1971         | Matt Lincoln                               |                              | |
| 1971         | Room 222                                   | Jerry Cates                  | |
| 1971         | Hitched                                    | Clarence Bridgeman           | |
| 1971         | Owen Marshall, Counsellor at Law           | Jim McGuire                  | |
| 1971         | Lock, Stock and Barrel                     | Clarence Bridgeman           | |
| 1971         | The D.A.                                   | Howard Goodman               | |
| 1971         | The Bold Ones: The Lawyers                 | Miles Parker                 | |
| 1971         | Night Gallery                              | Henley                       | |
| 1972         | Here's Lucy                                | Peter Sullivan               | |
| 1972         | Ironside                                   | Darryl Podell                | |
| 1972         | The Smith Family                           | Mark                         | |
| 1972–1973    | Bonanza                                    | Griff King                   | |
| 1972–1978    | Insight                                    | Chris                        | |
| 1973         | Wide World Mystery                         | Tommy                        | |
| 1973         | Medical Center                             | Sam Miller                   | |
| 1973         | Kung Fu                                    | Teniente Bill Wyland         | Temporada 2, episodio 8: «El soldado» |
| 1974         | The Magician                               | Jerry Purcell                | |
| 1974         | Police Story                               | Allen Rich                   | |
| 1974         | Remember When                              | Warren Thompson              | |
| 1975         | The Last Day                               | Emmet Dalton                 | |
| 1975         | The Runaway Barge                          | Danny Worth                  | |
| 1975         | Three for the Road                         | Tom Aberling                 | |
| 1976         | Rhoda                                      | Michael Stearns              | |
| 1976         | Jigsaw John                                | Nick Pappas                  | |
| 1976         | Petrocelli                                 | Mike Fisher                  | |
| 1976         | The Quest                                  | Quentin Beaudine             | |
| 1976         | The War Widow                              | Esposo de Amy                | Papel de voz |
| 1976         | Visions                                    | Leonard                      | Papel de voz |
| 1977         | The Hemingway Play                         | Wemidge / Hemingway de joven | |
| 1977         | Hawaii Five-O                              | Brent Saunders               | |
| 1977         | Mary White                                 | William L. White             | |
| 1977         | What Really Happened to the Class of '65?  | Jay Miller                   | |
| 1978         | Baa Baa Black Sheep                        | Bud Warren                   | |
| 1978         | How the West Was Won                       | Curt Grayson                 | |
| 1982         | Bus Stop                                   | Beauregard 'Beau' Decker     | |
| 1982–1983    | Tucker's Witch                             | Rick Tucker                  | |
| 1983         | Listen to Your Heart                       | Josh Stern                   | |
| 1984         | The Best Legs in the 8th Grade             | Mark Fisher                  | |
| 1985         | Obsessed with a Married Woman              | Tony Hammond                 | |
| 1985         | George Burns Comedy Week                   |                              | Episodio: "The Girl With Something Extra" |
| 1986         | Justicia ciega                             | Jim Anderson                 | |
| 1987         | Warm Hearts, Cold Feet                     | Mike Byrd                    | |
| 1987         | Bay Coven                                  | Jerry Lebon                  | |
| 1987         | Trying Times                               | Mitch                        | |
| 1988         | Just in Time                               | Harry Stadlin                | |
| 1989         | Nikki and Alexander                        | Alexander                    | |
| 1989         | The Littlest Victims                       | Doctor James Oleske          | |
| 1989         | Little White Lies                          | Dr. Harry McRae              | |
| 1990         | Buried Alive                               | Clint Goodman                | |
| 1990         | Joshua's Heart                             | Tom                          | |
| 1991         | Stephen King's Sometimes They Come Back    | Jim Norman                   | |
| 1991         | The Woman Who Sinned                       | Michael Robeson              | |
| 1991         | Charlie Hoover                             | Charlie Hoover               | |
| 1992         | Quicksand: No Escape                       | Scott Reinhardt              | |
| 1993         | Relentless: Mind of a Killer               | Dr. Peter Hellman            | |
| 1993         | Dying to Love You                          | Roger Paulson                | |
| 1993         | Batman: the Animated Series                | Fiscal de distrito Gil Mason | Episodio: "Shadow of the Bat" (primera y segunda parte)                                                                                          |
| 1993         | Fallen Angels                              | Howard Hughes                | |
| 1993         | Shameful Secrets                           | Daniel                       | |
| 1993         | A Kiss to Die For                          | William Tauber               | |
| 1993         | Harmful Intent                             | Dr. Rhodes                   | |
| 1994         | Target of Suspicion                        | Nick                         | |
| 1994         | While Justice Sleeps                       | Winfield 'Win' Cooke         | |
| 1995         | Cybill                                     | Teddy                        | |
| 1995         | Fast Company                               | Detective Jack Matthews      | |
| 1995         | Tails You Live, Heads You're Dead          | Detective McKinley           | |
| 1995         | Jonny Quest Versus the Cyber Insects       | 4-Dac                        | Papel de voz |
| 1996         | An Unfinished Affair                       | Alex Connor                  | |
| 1996         | Twilight Man                               | Jordan P. Cooper             | |
| 1996         | Buried Secrets                             | Clay Roff                    | |
| 1996         | Christmas in My Hometown                   | Jacob (Jake) Peterson        | También llamada Holiday for Love |
| 1997         | The Legend of Calamity Jane                | Capitán John O'Rourke        | |
| 1997         | Sleeping with the Devil                    | Dick Strang                  | |
| 1997         | Trial & Error                              | Peter Hudson                 | |
| 1997         | Buried Alive II                            | Clint Goodman                | |
| 1998         | Dead Man's Gun                             | Reverendo Jeremiah Early     | |
| 1998         | Rescuers: Stories of Courage: Two Families | Adolf Althoff                | |
| 1998         | Forever Love                               | Alex Brooks                  | |
| 1998         | The New Batman Adventures                  | Michael Vreeland             | |
| 1998         | Atrápame si puedes                         | Norm                         | |
| 1999         | At the Mercy of a Stranger                 | John Davis                   | |
| 1999–2006    | El ala oeste de la Casa Blanca             | Vicepresidente John Hoynes   | Nominado: Premio Emmy al mejor actor invitado en serie dramática (2002) Nominado: Premio Emmy al mejor actor invitado en serie dramática (2003). |
| 2000         | Navigating the Heart                       | John Daly                    | |
| 2000         | Hell Swarm                                 | Kirk Bluhdorn                | |
| 2000         | Sharing the Secret                         | John Moss                    | |
| 2000         | Jackie Bouvier Kennedy Onassis             | Presidente John F. Kennedy   | |
| 2001         | Second Honeymoon                           | George                       | |
| 2001–2002    | Wolf Lake                                  | Comisario Matthew Donner     | |
| 2002         | Mom's on Strike                            | Alan Harris                  | |
| 2002         | The King of Queens                         | Dr. Farber                   | |
| 2002         | Breaking News                              | Bill Dunne                   | |
| 2003         | Without a Trace                            | Dr. Aaron Morrison           | |
| 2003         | Ed                                         | Peter Evashavik              | |
| 2003         | Martha, Inc.: The Story of Martha Stewart  | Andy Stewart                 | |
| 2003         | The King and Queen of Moonlight Bay        | Al Dodge                     | |
| 2004         | Judas                                      | Poncio Pilato                | |
| 2004         | Justice League Unlimited                   | Maxwell Lord                 | |
| 2006         | The Prince                                 | Soloman                      | Película para televisión |
| 2006         | Augusta, Gone                              | Ben Dudman                   | |
| 2007         | The World According to Barnes              |                              | |
| 2007         | Shark                                      | Juez Andrew Bennett          | |
| 2008         | Entourage                                  | Steve Parles                 | |
| 2008         | To Love and Die                            | James White                  | |
| 2008-present | Burn Notice                                | Larry Sizemore               | |
| 2009         | Batman: The Brave and the Bold             | Jarvis Kord                  | |
| 2009         | Body Politic                               | Senador Webster              | |
| 2010         | White Collar                               | Edward Walker                | Temporada 2, episodio 1: «Withdrawal» |
| 2019-2023    | Un lugar para soñar                        | Doc                          | |